# Le nozze (Chagall)
Le nozze è un dipinto a olio su tela (99,5×188,5 cm) realizzato nel 1911 dal pittore Marc Chagall. È conservato al Centre Pompidou - Musée National d'Art Moderne di Parigi.

## Descrizione
Il quadro con Le nozze risale, come ormai si tende a ritenere, alla primavera del 1911 e comunque entro il 1912 (nonostante la data 1910 apposta dal pittore). L'opera fu dipinta poco dopo l'arrivo a Parigi del giovane Chagall, che aveva già rappresentato a San Pietroburgo il Matrimonio russo (1909, Zurigo, Stiftung Sammlung E. G. Bührle), e spesso tornò sul tema. Il dipinto si distacca però da tutti gli altri e soprattutto dal precedente: i colori, non più monotoni e malinconicamente giocati sui toni bruni, rammentano ora le vibrazioni cromatiche di Robert Delaunay o gli smaltati colori fauves di Derain e Matisse, per quanto all'epoca questi artisti «parigini» avessero ormai virato verso stilistiche individuali. Nonostante mostri influenze cubiste nella frammentazione delle forme, Chagall ci fa respirare in un modo tutto suo l'atmosfera russa delle nozze, in una cittadina «shtetl» come la sua Vicebsk. La coppia è preceduta da musicisti, fra cui l'immancabile violinista, e si dirige verso una porta con l'insegna in cirillico («Lafka», «negozio»). Tornano altre figure già sperimentate (come il portatore d'acqua), mentre la donna che indica la porta del negozio è forse la madre del pittore, che a Vicebsk gestiva una bottega di alimentari. Il quadro ha sempre destato sorpresa per l'insolita disposizione in orizzontale, scandita e ripartita, forse anche simbolicamente, in più parti. Si è anche detto che Chagall si è qui ispirato ai Funerali di Ornans di Courbet (1849), da lui molto amato, all'epoca al Louvre, ora al Musée d'Orsay.